# سيزار هرنانديز (لاعب كرة قاعدة)
سيزار هرنانديز (بالإنجليزية: César Hernández)‏ هو لاعب كرة قاعدة دومينيكاوي، ولد في 28 سبتمبر 1966 في Yamasá ‏ في جمهورية الدومينيكان.

## وصلات خارجية
- سيزار هرنانديز على موقعبيزبول رفرنس.كوم (الدوري الرئيسي) (الإنجليزية)
- سيزار هرنانديز على موقعبيزبول رفرنس.كوم (الدوري الثانوي) (الإنجليزية)